# Carmelo Angulo Barturen
Carmelo Angulo Barturen (Bilbao, 23 de mayo de 1947 - Madrid, 1 de diciembre de 2022) fue un diplomático español.

## Biografía
Licenciado en Derecho por la Universidad de Madrid, ingresó en 1973 en la Escuela Diplomática e inició su carrera en 1977.
Ha estado destinado en las representaciones diplomáticas españolas en Mauritania, Canadá y Túnez. Ha sido subdirector general de África del Norte y Oriente, director general del Instituto de Cooperación Iberoamericana y embajador de España en Bolivia, Colombia, Argentina y México.
Antes de ser nombrado embajador en Argentina, en octubre de 2004, fue el representante residente del Programa de las Naciones Unidas para el Desarrollo (PNUD) en este país, tras haber desempeñado este cargo en Nicaragua. En el año 2010 fue nombrado Embajador en Misión Especial para la Cumbre Mundial del Microcrédito que tuvo lugar en la ciudad de Valladolid, España.
Actualmente se desempeña como Director Ejecutivo de la Fundación Consejo España-México y  Director del Instituto para la Cooperación y el Desarrollo Humano de la Universidad Camilo José Cela en Madrid. Ha sido en los últimos años miembro del jurado del Premio Internacional de Lucha contra la Pobreza promovido por la Fundación Vidanta de México.
Fue condecorado por los gobiernos de España, Bolivia, Ecuador, Colombia, Chile, Guinea Ecuatorial y Nicaragua. En abril de 2004, fue condecorado por el Gobierno argentino con la Orden del Libertador General San Martín y en junio de 2006 el embajador de Bolivia en la República Argentina lo distinguió por su labor en la promoción de su país en Argentina.